# Победнице светских првенстава у атлетици на отвореном — 200 метара
Дисциплина трчања на 200 метара у женској конкуренцији налази се у програму светских првенстава у атлетици од 1. Светског првенства 1983. у Хелсинкију.
Највише успеха у појединачној конкуренцији имала је Американка Алисон Феликс са освојених три златне и једном бронзаном медаљом. Рекордерка Светских првенстава са временом од 21 секунду и 41 стотинку, оствареним 2023. у Будимпешти је Јамајчанка Шерика Џексон. У екипној конкуренцији Јамајчанке воде са 17 освојених медаља, од којих је шест златних. Американке су друге са 15 освојених медаља.
Освајачице медаља на светским првенствима и њихови резултати приказани су у следећој табели. Резултати су дати у формату секунде,стотинке.
| Светско првенство       |                                 |           |                                  |       |                                    |       |
| Хелсинки 1983. детаљи   | Марита Кох Источна Немачка      | 22.13 РСП | Мерлин Оти Јамајка               | 22.19 | Кети Кук Велика Британија          | 22.37 |
| Рим 1987. детаљи        | Зилке Гладиш Источна Немачка    | 21.74 РСП | Флоренс Грифит Сједињене Државе  | 21.96 | Мерлин Оти Јамајка                 | 22.06 |
| Токио 1991. детаљи      | Катрин Кнабе Немачка            | 22.09     | Гвен Торенс Сједињене Државе     | 22.16 | Мерлин Оти Јамајка                 | 22.21 |
| Штутгарт 1993. детаљи   | Мерлин Оти Јамајка              | 21.98     | Гвен Торенс Сједињене Државе     | 22.00 | Ирина Привалова Русија             | 22.13 |
| Гетеборг 1995. детаљи   | Мерлин Оти Јамајка              | 22.12     | Ирина Привалова Русија           | 22.12 | Галина Малчугина Русија            | 22.37 |
| Атина 1997. детаљи      | Жана Пинтушевић Украјина        | 22.32     | Сузантика Џајасинге Шри Ланка    | 22.39 | Мерлин Оти Јамајка                 | 22.40 |
| Севиља 1999. детаљи     | Ингер Милер Сједињене Државе    | 21.77     | Беверли Мекдоналд Јамајка        | 22.22 | Марлен Фрејзер Јамајка             | 22.26 |
| Едмонтон 2001. детаљи   | Деби Фергусон Бахами            | 22.52     | Латаша Џенкинс Сједињене Државе  | 22.85 | Сидони Мадерсил Кајманска Острва   | 22.88 |
| Париз 2003. детаљи      | Анастасија Капачинскаја Русија  | 22.38     | Тори Едвардс Сједињене Државе    | 22.47 | Мјуриел Хуртис-Уари Француска      | 22.59 |
| Хелсинки 2005. детаљи   | Алисон Феликс Сједињене Државе  | 22.16     | Рашел Бун-Смит Сједињене Државе  | 22.31 | Кристин Арон Француска             | 22.31 |
| Осака 2007. детаљи      | Алисон Феликс Сједињене Државе  | 21.81     | Вероника Кембел Јамајка          | 22.34 | Сузантика Џајасинге Шри Ланка      | 22.63 |
| Берлин 2009. детаљи     | Алисон Феликс Сједињене Државе  | 22.02     | Вероника Кембел-Браун Јамајка    | 22.35 | Деби Фергусон-Мекензи Бахами       | 22.41 |
| Тегу 2011. детаљи       | Вероника Кембел-Браун Јамајка   | 22.22     | Кармелита Џетер Сједињене Државе | 22.37 | Алисон Феликс Сједињене Државе     | 22.42 |
| Москва 2013. детаљи     | Шели-Ен Фрејзер-Прајс Јамајка   | 22.17     | Мјуриел Ахор Обала Слоноваче     | 22.32 | Блесинг Окабаре Нигерија           | 22.32 |
| Пекинг 2015. детаљи     | Дафне Шиперс Холандија          | 21.63 РСП | Илејн Томпсон Јамајка            | 21.66 | Вероника Кембел-Браун Јамајка      | 21.97 |
| Лондон 2017. детаљи     | Дафне Шиперс Холандија          | 22.05     | Мари-Жозе Талу Обала Слоноваче   | 22.08 | Шони Милер-Уибо Бахами             | 22.15 |
| Доха 2019. детаљи       | Дина Ашер-Смит Велика Британија | 21.88     | Британи Браун Сједињене Државе   | 22.22 | Муџинга Камбунђи Швајцарска        | 22.51 |
| Јуџин 2022. детаљи      | Шерика Џексон Јамајка           | 21.45 РСП | Шели-Ен Фрејзер-Прајс Јамајка    | 21.81 | Дина Ашер-Смит Велика Британија    | 22.02 |
| Будимпешта 2023. детаљи | Шерика Џексон Јамајка           | 21.41 РСП | Габријела Томас Сједињене Државе | 21.81 | Ша'Кари Ричардсон Сједињене Државе | 21.92 |
| Токио 2025.             |                                 |           |                                  |       |                                    |       |

## Биланс медаља у трци на 200 метара
Стање после СП 2023.
|     | Земља                |    |    |    |    |
| --- | -------------------- | -- | -- | -- | -- |
| 1.  | Јамајка              | 6  | 6  | 5  | 17 |
| 2.  | Сједињене Државе     | 4  | 9  | 2  | 15 |
| 3.  | Источна Немачка      | 2  | -  | -  | 2  |
| 3.  | Холандија            | 2  | -  | -  | 2  |
| 5.  | Русија               | 1  | 1  | 2  | 4  |
| 6.  | Бахами               | 1  | -  | 2  | 3  |
| 6.  | Уједињено Краљевство | 1  | -  | 2  | 3  |
| 8.  | Немачка              | 1  | -  | -  | 1  |
| 8.  | Украјина             | 1  | -  | -  | 1  |
| 10. | Обала Слоноваче      | -  | 2  | -  | 2  |
| 11. | Шри Ланка            | -  | 1  | 1  | 2  |
| 12. | Француска            | -  | -  | 2  | 2  |
| 13. | Кајманска Острва     | -  | -  | 1  | 1  |
| 14. | Нигерија             | -  | -  | 1  | 1  |
| 15. | Швајцарска           | -  | -  | 1  | 1  |
|     | Укупно 15 земаља     | 19 | 19 | 19 | 57 |